# Cupidesthes thyrsis
Cupidesthes thyrsis är en fjärilsart som beskrevs av Kirby 1878. Cupidesthes thyrsis ingår i släktet Cupidesthes och familjen juvelvingar. Inga underarter finns listade i Catalogue of Life.

## Bildgalleri

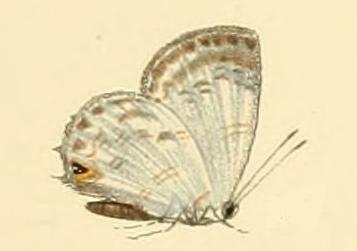